# Южноморавски край
Южноморавският край (на чешки: Jihomoravský kraj или Jižní Morava, до 30 май 2001 г. – Бърненски край, на чешки: Brněnský kraj) е един от краевете на Чешката република. Разположен е в южната част на страната в историческия регион Моравия. Административен център на края е град Бърно.
Административно се дели на окръзите Бланско, Бърно-град, Бърно-район, Бржецлав, Ходонин, Вишков и Зноймо.

## География
Освен държавната граница, която има със Словакия и Австрия, краят граничи с Южночешкия, Пардубицкия, Оломоуцкия, Злинския и Височинския краеве на Чехия. Планината Чапец (819 m над морското равнище) е най-високата точка, а най-ниската е разположена на мястото на вливането на река Дие в Морава (150 m над морското равнище). По размера си (9% от територията на Чешката република), Южноморавският край заема 4-то място в страната.

## История
Южна Моравия е регион, известен още от праисторическа епоха. В селището Долни Вестонице е намерена една най-забележителните колекции на фигурки от това време (включително и така наречената „Вестонишка Венера“).
В Южна Моравия са едни от центровете на Великоморавия през 8 и 9 век. След присъединяването на региона към Бохемия, княз Олдржих го разделя на две части с центрове Бърно и Зноймо. В Зноймо се намира една от най-старите ротонди на територията на днешна Чехия. Бърно, съвременната столица на края, е седалище на моравските маркграфове от 14 век и седалище на Моравското земско събрание (висшият законодателен орган), което се редува да заседава в столицата и в Оломоуц, а към края на съществуването си – и в Зноймо.
Едно от най-известните събития, случило се в Южна Моравия, е Битката на тримата императори край Аустерлиц (дн. Славков край Бърно) на 2 декември 1805 г., в която френският император Наполеон побеждава обединените армии на австрийския император Франц II и руския цар Александър I.
Южноморавският край съществува като отделна административна единица в Чехословакия от 1960 до 1990 г. В тогавашните си граници е по-голям от съвременния край, като към него тогава принадлежат части от днешните Височински, Оломоуцки и Злински краеве. След 1990 г. региона все още формално съществува, но вече има само административни органи с общи правомощия като Окръжния съд в Бърно и някои други държавни органи.
Бърненският край е създаден, заедно с другите самоуправляващи се области, въз основа на член 99 от Конституцията на Чешката република, с член №347 от Конституционния закон от 1997 г. за създаването на териториални самоуправляващи се единици. На 31 май 2001 г., с публикуването на закон № 176, краят е преименуван на Южноморавски, като в същото време са преименувани и още три подобни административни единици. Със закон №387 от 2004 г. от 1 януари 2005 г., 25 общини от Височинския край преминават към Южноморавския.

## Административно деление
Краят се дели на 7 окръга – Бланско, Бърно-град, Бърно-район, Бржецлав, Ходонин, Вишков и Зноймо.
В него има 673 общини, в това число 21 общини с разширени правомощия и 48 общини със статут на град. Освен това има и военен полигон (Бржезина), който е с отделна юрисдикция. Административен център е град Бърно (statutární město), който е вторият по големина град в Чешката република и административното му значение се простира извън границите на региона – тук например е седалището на Конституционния съд, както и място за провеждане на различни събития от общоевропейско значение.
| Окръзи:                                  | 7   |
| Общини с разширени правомощия:           | 21  |
| Общини с делегирани общински правомощия: | 34  |
| Брой общини:                             | 673 |
| Градове:                                 | 48  |
| Военни полигони:                         | 1   |

## Население
Процентът на градското население е около 63,5 % от цялото население на края. По броя си на население (11% от населението на Чешката република), Южноморавският край заема 3-то място в страната. Плътността на населението е близо 162 жители на km2 (за сравнение, средният показател за Чехия е 132,33 жители на km2).
| Статистически данни към 1 януари 2012 г. | Статистически данни към 1 януари 2012 г. | Статистически данни към 1 януари 2012 г. | Статистически данни към 1 януари 2012 г. | Статистически данни към 1 януари 2012 г. |
| ---------------------------------------- | ---------------------------------------- | ---------------------------------------- | ---------------------------------------- | ---------------------------------------- |
| Окръг                                    | Територия                                | Население                                | Средна възраст                           | Брой общини                              |
| Бланско                                  | 863                                      | 106 847                                  | 41,1                                     | 116                                      |
| Бърно-град                               | 230                                      | 378 965                                  | 42,2                                     | 1                                        |
| Бърно-район                              | 1499                                     | 206 501                                  | 40,3                                     | 187                                      |
| Бржецлав                                 | 1038                                     | 114 853                                  | 40,9                                     | 63                                       |
| Ходонин                                  | 1099                                     | 156 517                                  | 41,4                                     | 82                                       |
| Вишков                                   | 876                                      | 89 342                                   | 40,7                                     | 80                                       |
| Зноймо                                   | 1591                                     | 113 288                                  | 40,6                                     | 144                                      |

### Етнически състав през 2001 г.
Численост и дял на етническите групи според преброяването на населението през 2001 г.:
|            | Численост | Дял (в %) |
| Общо       | 1 127 718 | 100.00    |
| Чехи       | 881 046   | 78.12     |
| Моравци    | 198 657   | 17.61     |
| Словаци    | 16 029    | 1.42      |
| Украинци   | 1565      | 0.13      |
| Виетнамци  | 1165      | 0.10      |
| Германци   | 900       | 0.07      |
| Поляци     | 757       | 0.06      |
| Руснаци    | 670       | 0.05      |
| Цигани     | 631       | 0.05      |
| Силезци    | 230       | 0.02      |
| Други      | 6008      | 0.53      |
| Неизвестни | 20 060    | 1.77      |